# Kazgułak
Kazgułak (ros. Казгулак) – wieś w Rosji, w Kraju Stawropolskim, w rejonie turkmeńskim. W 2010 liczyła 2023 mieszkańców.